# Symfonie nr. 8 (Maslanka)
David Maslanka voltooide zijn Symfonie nr. 8 in 2008.

## Muziek
De componist vertelde over dit werk dat het tot stand kwam in donkere tijden. Diverse crises hingen boven de wereld in 2008. Maslanka wilde niet aan dat gevoel toegeven en schreef een symfonie over het positieve in het leven en de vastberadenheid van de mensheid door te gaan met (het) leven. Hij haalde zijn inspiratie uit zijn religie en de wil van de mensheid te overleven en toe te voegen aan het leven. Zijn religie is qua tekst niet te achterhalen, want het is een instrumentaal werk geworden. Echter citaten uit diverse gezangen halen het geloof wel enigszins naar voren, indien die werken bekend zijn bij de luisteraar. De muziek klinkt niet religieus.
Het werk is onderverdeeld in drie delen, doch is doorgecomponeerd (geen pauzes). Het tempo wisselt van moderato naar snel(ler) en terug. De muziek van Maslanka is voor een componist uit de 20e en 21e eeuw erg melodieus, lyrisch en tonaal. De symfonie heeft als ondertitel Unending Stream of Life, het thema van de symfonie, ware het niet dat deze titel door Maslanka al aan een ander werk van hem had gegeven.

### Delen
1. Moderate – very fast[1]
2. Moderate (met als basis Jesu meine Freunde)[2]
3. Moderate – very fast – moderate – very fast (verwijst naar All Creatures of Our God and King).[3]

### Orkestratie
Het werk is geschreven voor harmonieorkest in de volgende samenstelling:
- 1 piccolo, 2 dwarsfluiten, 2 hobo's, 1 esklarinet, 3 bes-klarinetten, 1 basklarinet, 1 contrabasklarinet, 2 fagotten, 1 contrafagot;
- 1 sopraansaxofoon, 2 altsaxofoons, 1 tenorsaxofoon, 1 baritonsaxofoon, 1 bassaxofoon;
- 4 hoorns, 3 trompetten, waarvan 1 ook piccolotrompet, 3 trombones, 1 bastrombone, 1 eufonium, 1 tuba
- 1 contrabas en 1 piano
- pauken en 5 slagwerkers.

De componist ging uit van 40 musici op het podium, maar dirigenten geven over het algemeen de voorkeur voor een grotere bezetting in de besklarinetten; inmiddels heeft een uitvoering plaatsgevonden met 80 musici op het podium; de componist was daar ook tevreden over.
De eerste uitvoering vond plaats op 20 november 2008 in de Center for the Performing Arts Concert Hall van de Universiteit van Illinois; uitvoerenden waren het gezelschap als vermeld bij de discografie. Het werk was ook op verzoek van die dirigent gecomponeerd en aan hem opgedragen. Het programma van die avond bestond volledig uit muziek voor harmonieorkest: de componisten waren daarbij aanwezig:
- Kimberly Archer - Symfonie nr. 3 (Archer was leerling van Maslanka en droeg het werk aan hem op);
- David Gillingham - Summer of 2008 (een eufoniumconcert; ook Gillingham was leerling van Maslanka)
- David Maslana - Symfonie nr. 8

## Discografie
- Uitgave Albany Records: Illinois State University Wind Symphony o.l.v. Stephen K. Steele (21.11.2008)